# Сафія Заглул
Сафія Мустафа Фахмі (у шлюбі Сафія Заглул, араб. صفية زغلول; 1876- 1946) — єгипетська політична діячка, революціонерка та феміністка. Одна з лідерів ліберально-націоналістичної партії Вафд. Активістка національно-визвольного руху в Єгипті, зокрема єгипетської революції 1919 року, публічно боролась за права жінок відстоювати незалежність Єгипту.

## Біографія
Туркеня за походженням. Народилася в сім'ї державного, військового і політичного діяча Мустафи Фахмі-паші, двічі колишнього прем'єр-міністра Єгипту.
У 1896 році одружилася з юристом Саадом Сайфулом. Завдяки одруженню з дочкою прем'єра Заглул опинився у вищому колі єгипетської бюрократії, пізніше став єгипетським революціонером, прем'єром Єгипту, його арешт у 1919 році британцями викликав серію протестів та демонстрацій, що призвело до загальнонаціонального повстання. В тому ж році Саад був висланий на Мальту.

## Політична діяльність
Після вигнання чоловіка на Мальту Сафія Заглул активно включилася в Єгипетську революцію 1919 року. Стала однією із лідерів заснованої ним у 1918 році партії Вафд, а свій будинок зробила центром зустрічей противників режиму та штабом єгипетського національно-визвольного руху.
Сафія Заглул була феміністкою, переконаною в необхідності участі жінок у здобутті незалежності Єгиптом, разом з Худою Шаараві організувала в березні 1919 року демонстрацію з 500 учасниць з вимогою незалежності від Британської імперії, першу жіночу демонстрацію в сучасній історії Єгипту.
Після смерті чоловіка в 1927 відіграла важливу роль у призначенні нового лідера партії — Мустафи Наххас-паші. Фактично очолювала жіночу фракцію партії Вафд.
Сафія Заглул була відома як Умм-а-Мішріїн («Мати єгиптян»), а її будинок у Каїрі називали Байт аль-Умма (Будинок нації).
Після розколу партії в 1937 році відійшла від політичного життя.